# 陸前高田市
陸前高田市（りくぜんたかたし）は、岩手県南東部にある、太平洋に面する市。旧陸前国気仙郡に属し、隣接する同県大船渡市や宮城県気仙沼市とともに、三陸海岸のうち陸前海岸北部の中核を成す。
東日本大震災による津波で大きな被害を受け、復興や内陸への市役所移転など将来に備えた防災・減災に取り組んでいる。
1955年（昭和30年）の市制施行以来、市の読み方は「りくぜんたかた」である。しかし、地元住民および周辺市町村で用いられる方言では、「か行」と「た行」の音が鼻濁音化した「たがだ」、または、最後の「た」だけが濁音化する「たかだ」と発音される。

## 地理

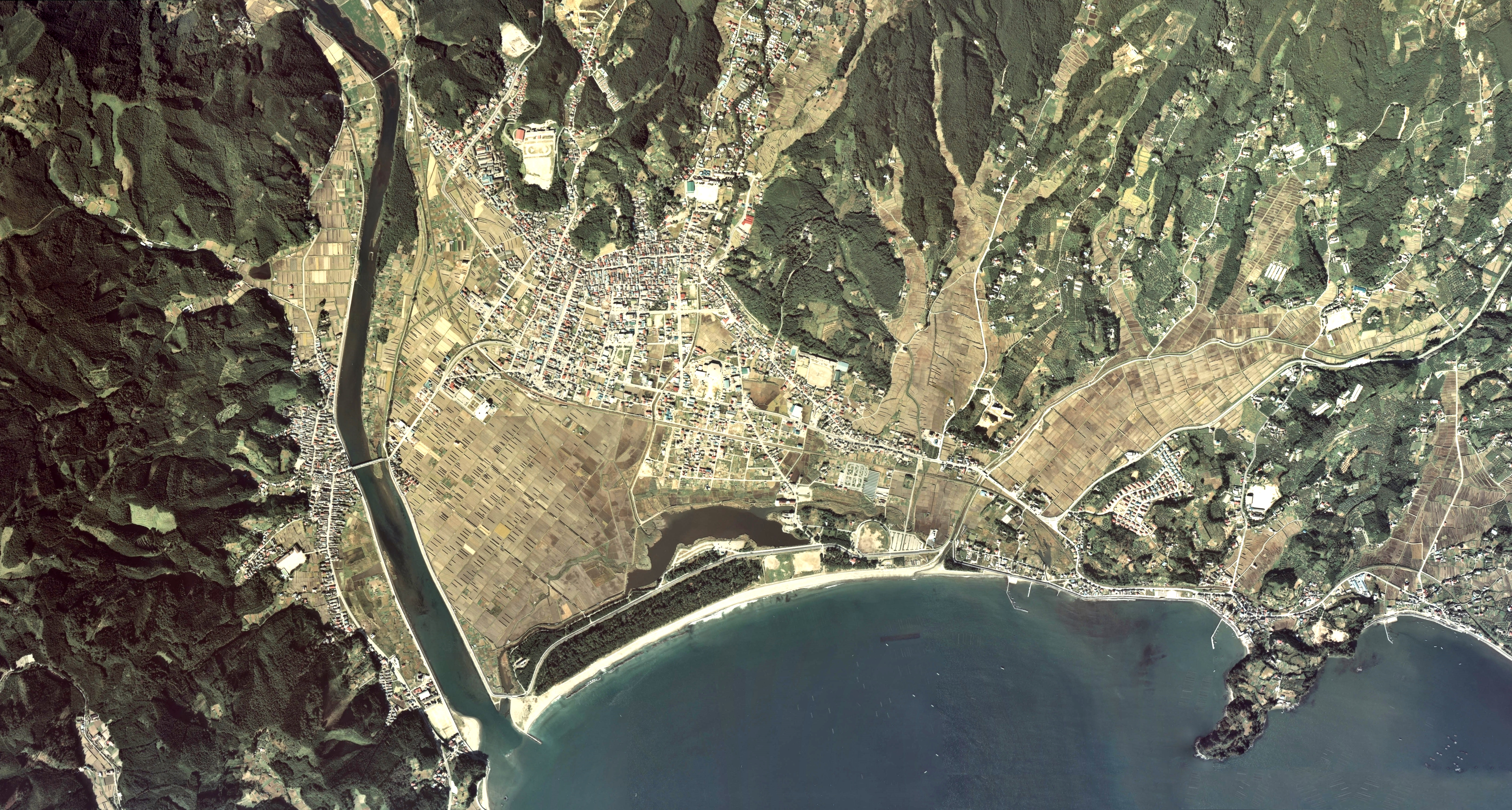
1977年の市中心部周辺の空中写真。浜辺に高田松原がある。
。

三陸海岸全体では南寄りに位置する。三陸海岸南部はリアス式海岸が続き、西の唐桑半島と東の広田半島に挟まれた広田湾の北奥に、陸前高田市中心部のある平野が広がる。小さな平野ではあるが、山が海に迫る地形が続く三陸海岸では最大級のものである。広田湾奥には気仙川が流れ込んでおり、その運ぶ土砂で形成された砂州には高田松原と呼ばれる松原が東西に続く。高田松原の北に古川沼があり、その先の山麓に中心市街地が位置し、その北には氷上山がそびえる。広田半島には椿島などの景勝地が見られる。

### 地形

#### 山地
主な山
- 氷上山
- 横手山
- 箱根山

#### 河川

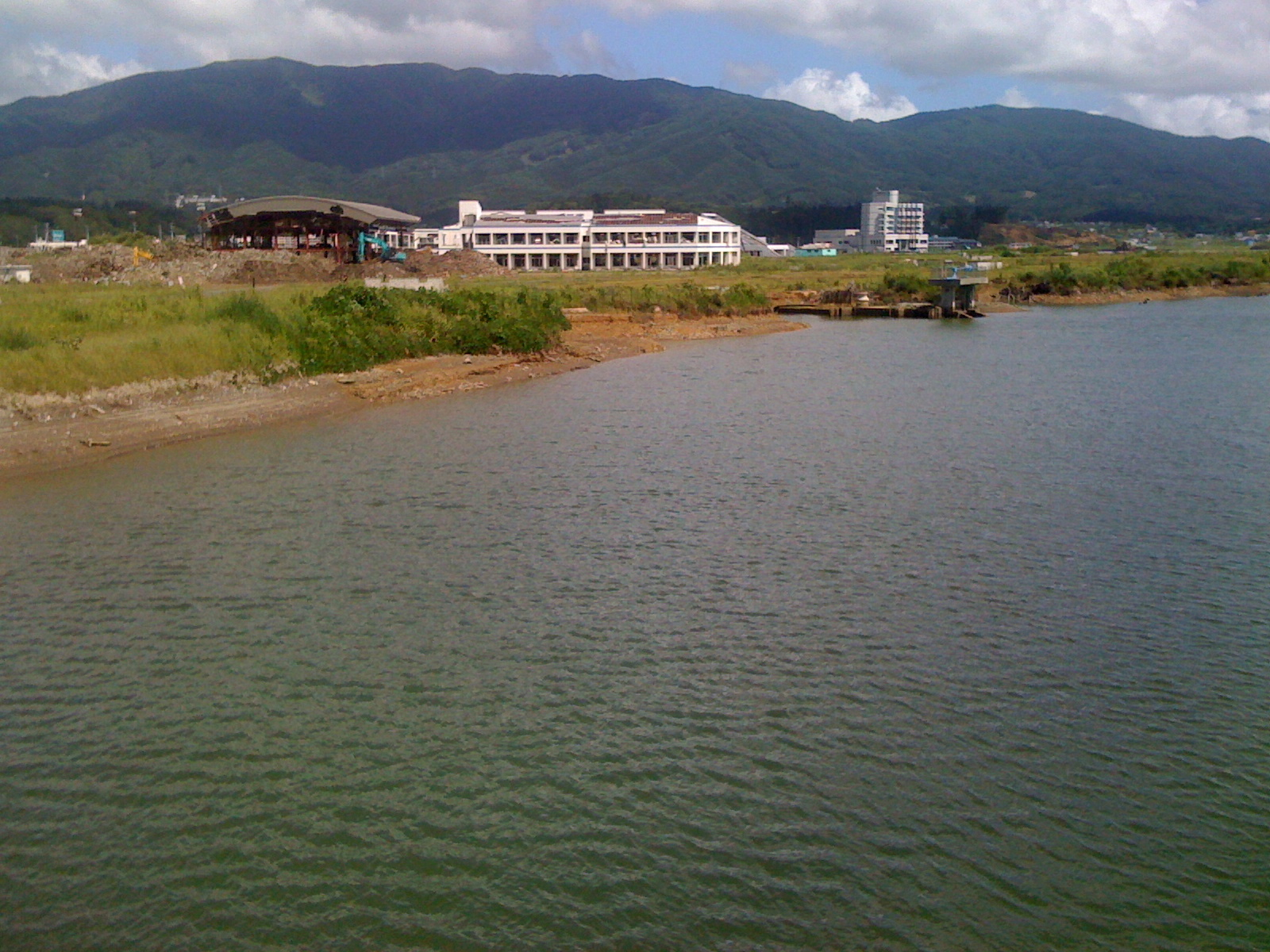
市内を流れる気仙川

主な川
- 気仙川
- 川原川
- 小泉川
- 浜田川
- 矢作川

#### 島嶼
主な島
- 椿島

### 隣接自治体
岩手県
- 大船渡市 - 北東で隣接。
- 気仙郡：住田町 - 北で隣接。
- 一関市 - 西で隣接。

宮城県
- 気仙沼市 - 南で県境を接する。

## 人口
| |                                            |  |
| 陸前高田市と全国の年齢別人口分布（2005年） | 陸前高田市の年齢・男女別人口分布（2005年） |  |
| ■紫色 ― 陸前高田市 ■緑色 ― 日本全国 | ■青色 ― 男性 ■赤色 ― 女性                  |  |
| 陸前高田市（に相当する地域）の人口の推移 \| 1970年（昭和45年） \| 30,308人 \| \| \| 1975年（昭和50年） \| 29,439人 \| \| \| 1980年（昭和55年） \| 29,356人 \| \| \| 1985年（昭和60年） \| 28,404人 \| \| \| 1990年（平成2年） \| 27,242人 \| \| \| 1995年（平成7年） \| 26,129人 \| \| \| 2000年（平成12年） \| 25,676人 \| \| \| 2005年（平成17年） \| 24,709人 \| \| \| 2010年（平成22年） \| 23,300人 \| \| \| 2015年（平成27年） \| 19,758人 \| \| \| 2020年（令和2年） \| 18,262人 \| \| |                                            |  |
| 総務省統計局 国勢調査より |                                            |  |
| 1970年（昭和45年） | 30,308人                                   |  |
| 1975年（昭和50年） | 29,439人                                   |  |
| 1980年（昭和55年） | 29,356人                                   |  |
| 1985年（昭和60年） | 28,404人                                   |  |
| 1990年（平成2年） | 27,242人                                   |  |
| 1995年（平成7年） | 26,129人                                   |  |
| 2000年（平成12年） | 25,676人                                   |  |
| 2005年（平成17年） | 24,709人                                   |  |
| 2010年（平成22年） | 23,300人                                   |  |
| 2015年（平成27年） | 19,758人                                   |  |
| 2020年（令和2年） | 18,262人                                   |  |

平成27年国勢調査より前回調査からの人口増減をみると、15.20％減の19,758人であり、増減率は県下33市町村中32位。

## 歴史
- 1955年（昭和30年）1月1日 - 気仙郡気仙町・高田町・広田町・小友村・竹駒村・矢作村・横田村・米崎村が新設合併して発足。

### 災害史

#### 東日本大震災

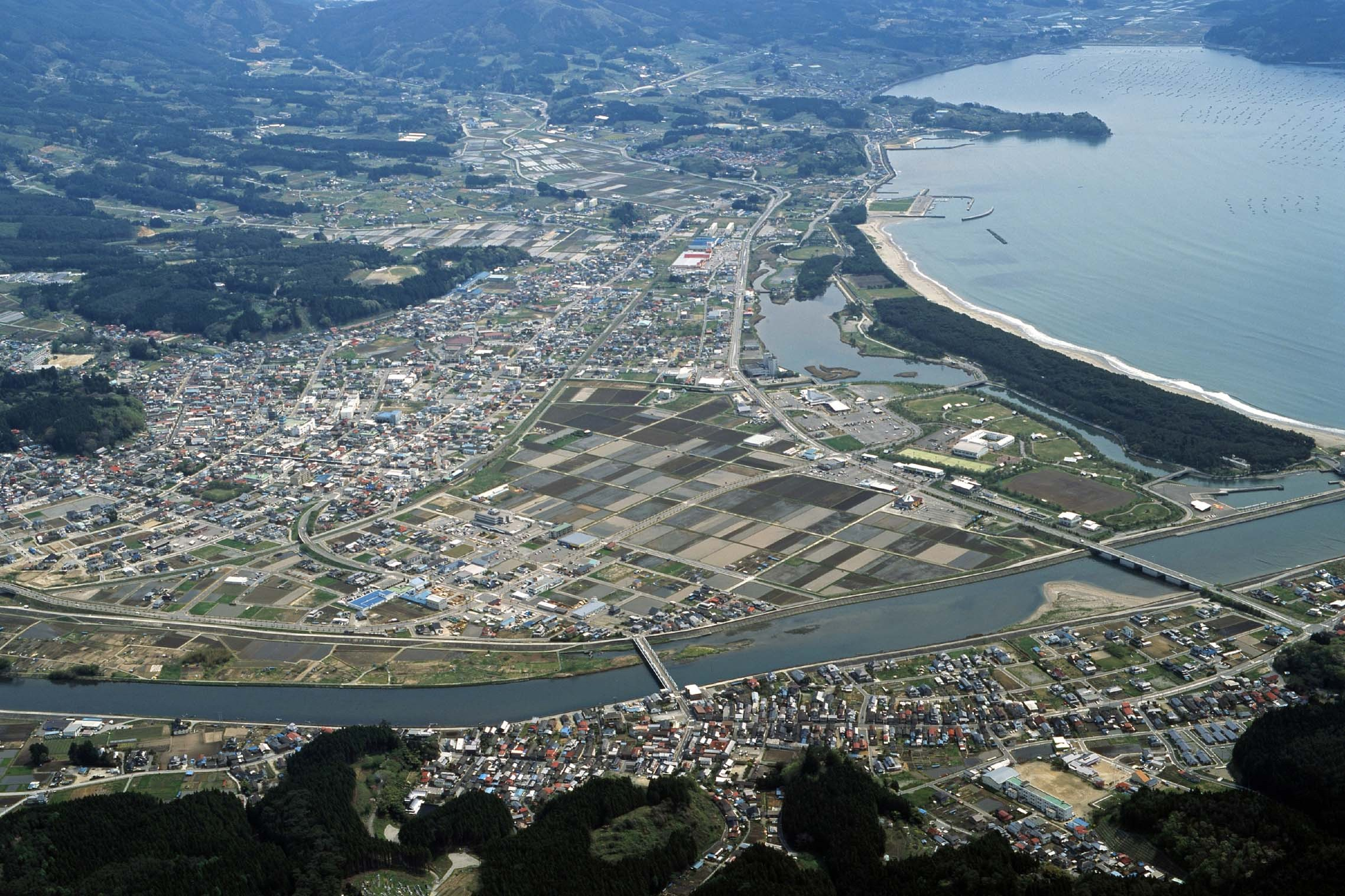
東日本大震災前の陸前高田市街地

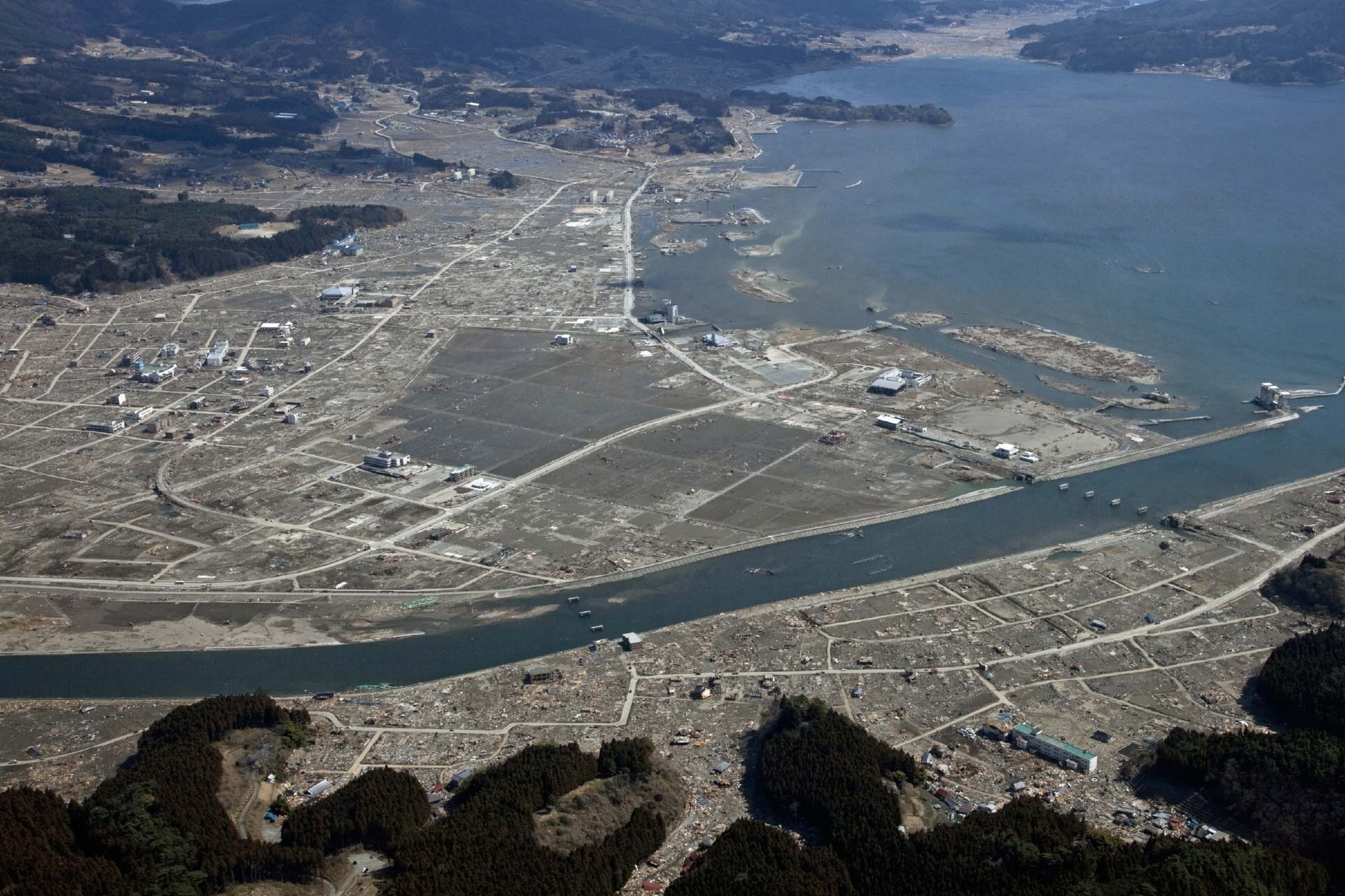
東日本大震災後の陸前高田市街地

2011年（平成23年）3月11日、マグニチュード9.0の東北地方太平洋沖地震が発生した。隣接する市町村の震度は、大船渡市・一関市および宮城県気仙沼市が震度6弱、住田町は5強であった。同市の震度は大船渡市での観測からの推定値で6弱とされている。この地震が引き起こした大津波によって市役所庁舎を含む市中心部が壊滅し、市の全世帯のうち7割以上が被害を受けた。また、市域にある東日本旅客鉄道（JR東日本）の5駅のうち4駅（大船渡線の竹駒駅・陸前高田駅・脇ノ沢駅・小友駅）は、周辺地域の多くの駅同様、駅舎などが流失し、線路も大きな被害を受けた。 
- 4月9日：この時点で判明していた陸前高田市における死者は1,211人、行方不明者1,183人、避難者16,579人[8]。
- 4月14日：GPS（全地球測位システム）を用いた国土地理院の調査の結果、岩手県・宮城県・福島県の広範な沿岸地域において、この地殻変動による著しい地盤沈下があったことが明らかとなった。特に岩手・宮城両県境付近の変動量は大きく、最大は牡鹿半島の-120 cm, 陸前高田市は小友町西の坊が-84 cmで市街地中最大、同じく米崎町高畑は-58 cm, 同じく気仙町双六は-53 cm, 他では宮城県石巻市が-78 cm, 気仙沼市が-76 cm, 岩手県大船渡市が-73 cmであった[10][11][12]（「日本における地盤沈下」も参照）。

岩手県総合防災室によると、2012年8月11日時点で陸前高田市における死者は1,555人（うち市職員非常勤職員死者は111人）・行方不明者は223人で、行方不明者のうち陸前高田市が死亡届を受理した件数は205人である。

#### 震災からの復興
震災前は気仙川によって形成された平野部低地に中心市街地が広がっていたが、津波により壊滅した。その後の復興で、氷上山山麓の高台に消防署や県立病院などの施設が移転し、集合住宅や住宅地の整備が行われた。津波浸水域には商業施設・スポーツ施設や東日本大震災津波伝承館が整備された。また、同時期に三陸沿岸道路が開通した。
震災後の陸前高田市役所は約10年にわたってプレハブの仮設庁舎であったが、2021年に新庁舎が完成し移転した。移転先は震災時にあった小学校が移転した跡地で、大型商業施設などがある新たな中心市街地に近いものの、震災で小学校校舎の1階が浸水した土地である。住民の不安に対して、市は防潮堤建設や土地かさ上げにより、東日本大震災級の津波なら浸水しないと説明している。
高田松原にあった松の高木が津波に耐えて残り、奇跡の一本松と呼ばれて全国的に注目され、枯死後も保存されている。
- 建物の屋上に乗り上げたトラック
- 被災した竹駒駅（2011年）
- 高田松原の奇跡の一本松
- 仮庁舎時代の市役所
- 復興事業（地盤かさ上げ）のための巨大ベルトコンベア（2015年）

## 行政

### 歴代市長
| 代 | 氏名       | 就任日                    | 退任日                    | 備考 |
| -- | ---------- | ------------------------- | ------------------------- | ---- |
| 1  | 菅野音松   | 1955年（昭和30年）2月13日 | 1959年（昭和34年）2月12日 |      |
| 2  | 伊東順太郎 | 1959年（昭和34年）2月13日 | 1963年（昭和38年）2月12日 |      |
| 3  | 熊谷喜一郎 | 1963年（昭和38年）2月13日 | 1987年（昭和62年）2月12日 |      |
| 4  | 菅野俊吾   | 1987年（昭和62年）2月13日 | 2003年（平成15年）2月12日 |      |
| 5  | 中里長門   | 2003年（平成15年）2月13日 | 2011年（平成23年）2月12日 |      |
| 6  | 戸羽太     | 2011年（平成23年）2月13日 | 2023年（令和5年）2月12日  |      |
| 7  | 佐々木拓   | 2023年（令和5年）2月13日  | 現職                      |      |

## 公共施設

### 警察
交番

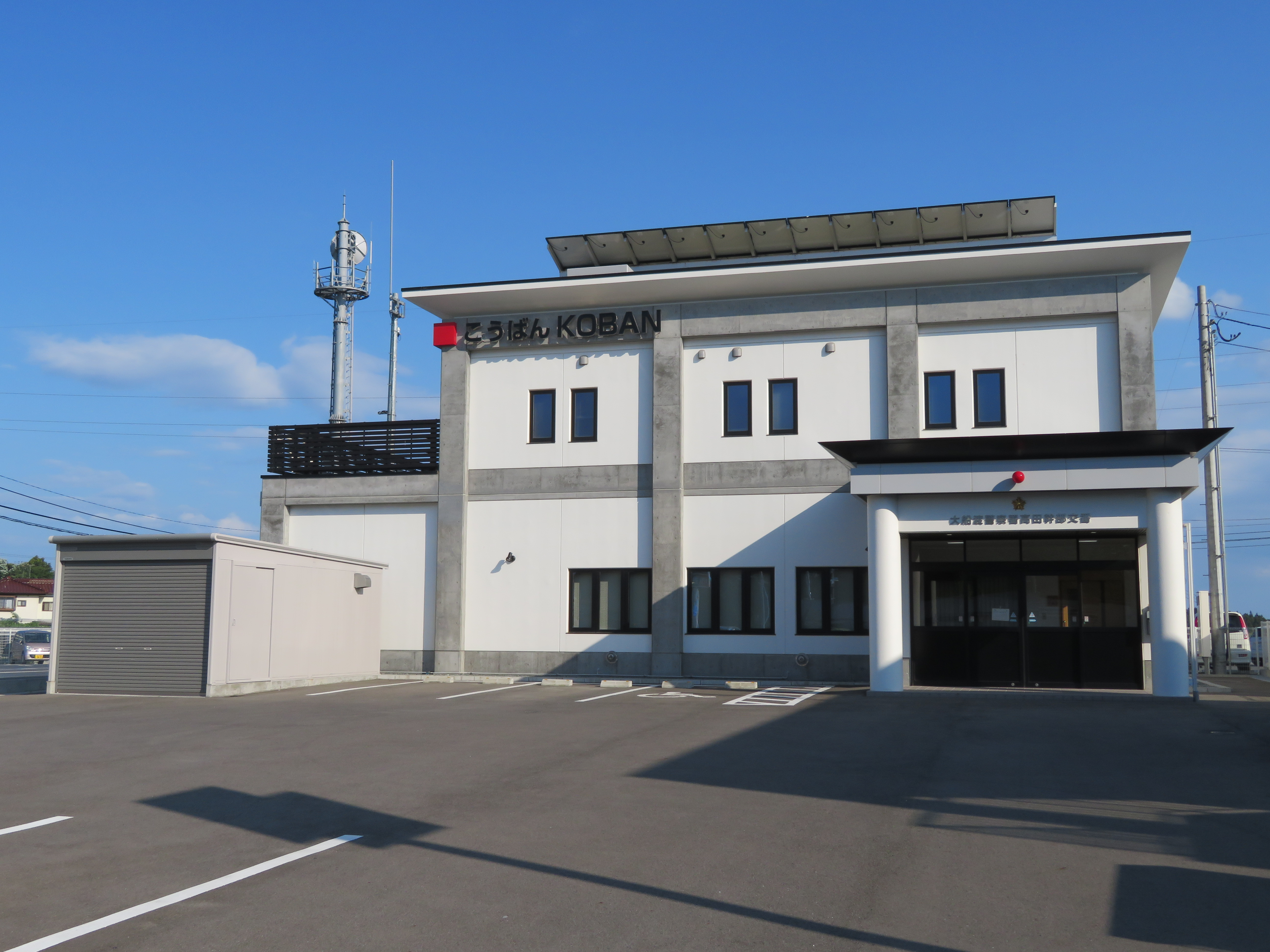
高田幹部交番

- 岩手県警察 大船渡警察署高田幹部交番（陸前高田市高田町字栃ヶ沢210-5）

駐在所
- 気仙駐在所（陸前高田市気仙町字二日市97-6）
- 広田駐在所（陸前高田市広田町字大久保121-7）
- 矢作駐在所（陸前高田市矢作町字諏訪22-1）

### 消防
本部
- 陸前高田市消防本部

消防署

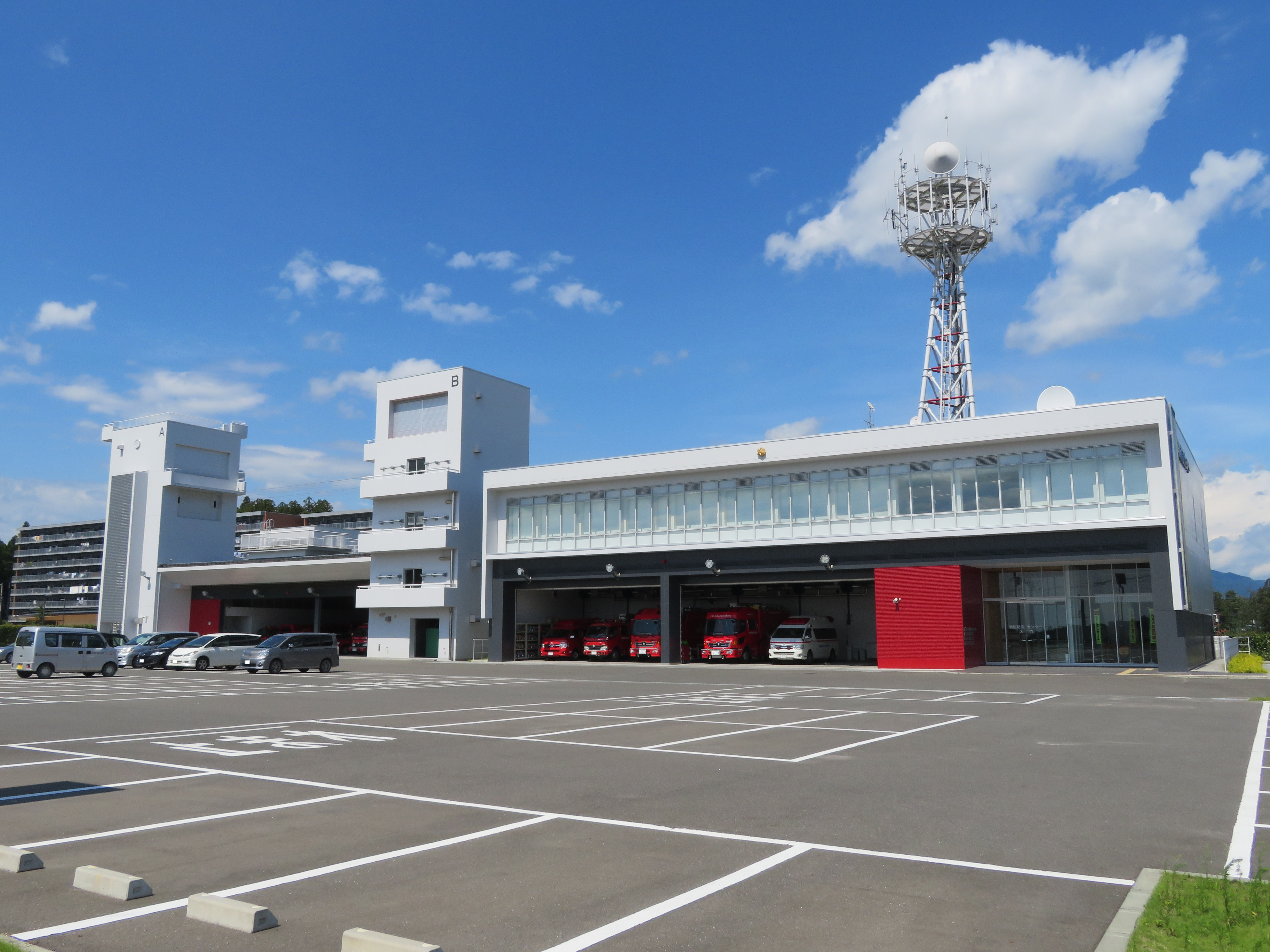
陸前高田市消防本部

- 陸前高田市消防署（高田町字栃ヶ沢210番地2）

### 医療
主な病院
- 岩手県立高田病院
- 希望ヶ丘病院（陸前高田市高田町大隅）

### 郵便局
集配拠点

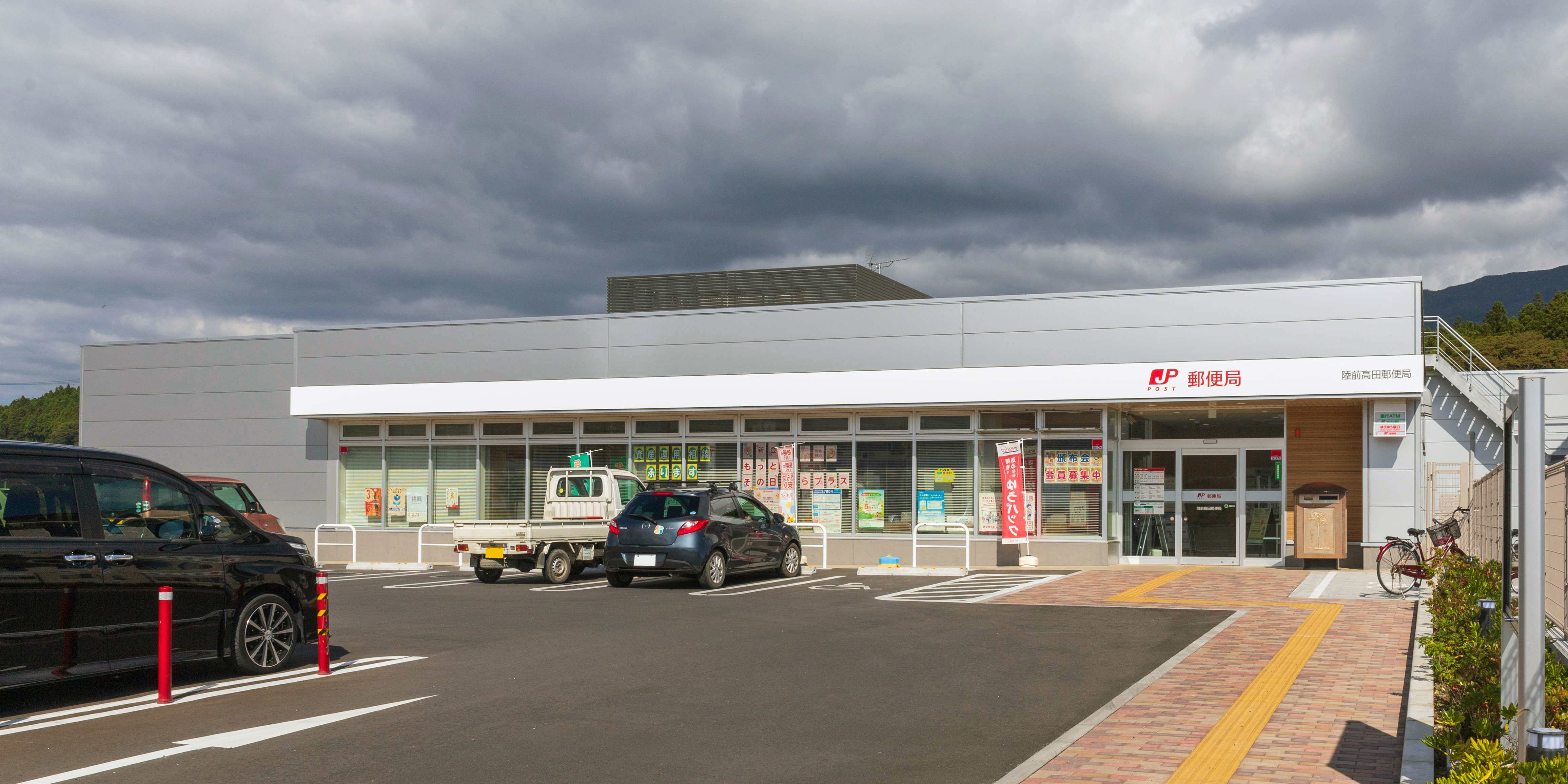
陸前高田郵便局

- 陸前高田郵便局郵便分室 (83018A) ：プレハブ仮店舗営業中となっており、現在は、竹駒郵便局と同一地に所在。

郵便局
- 陸前高田郵便局 (83018) ：かつて郵便事業陸前高田支店（現在は、上述の当局郵便分室）の社屋内に局が所在し、東日本大震災後は仮設店舗にて営業を続けていたが、2022年4月18日に再建された。
- 今泉郵便局 (83106) ：東日本大震災での被災に伴い、休止中。
- 矢作郵便局 (83111) ：かつて集配局であったが、民営化前に無集配化。
- 気仙横田郵便局 (83166)
- 陸前小友郵便局 (83120) ：かつて集配局であったが、民営化前に無集配化。東日本大震災での被災に伴い移転。
- 広田郵便局 (83132) ：もともと海の近くにあったが被災し、高台に移転。
- 竹駒郵便局 (83249) ：上述のとおり、現在は陸前高田局郵便分室仮店舗と同一地に所在。プレハブ仮店舗。
- 米崎郵便局 (83259) ：もともと脇ノ沢駅前にあったが被災し、内陸部に移転。
- 下矢作簡易郵便局 (83727)

### 図書館

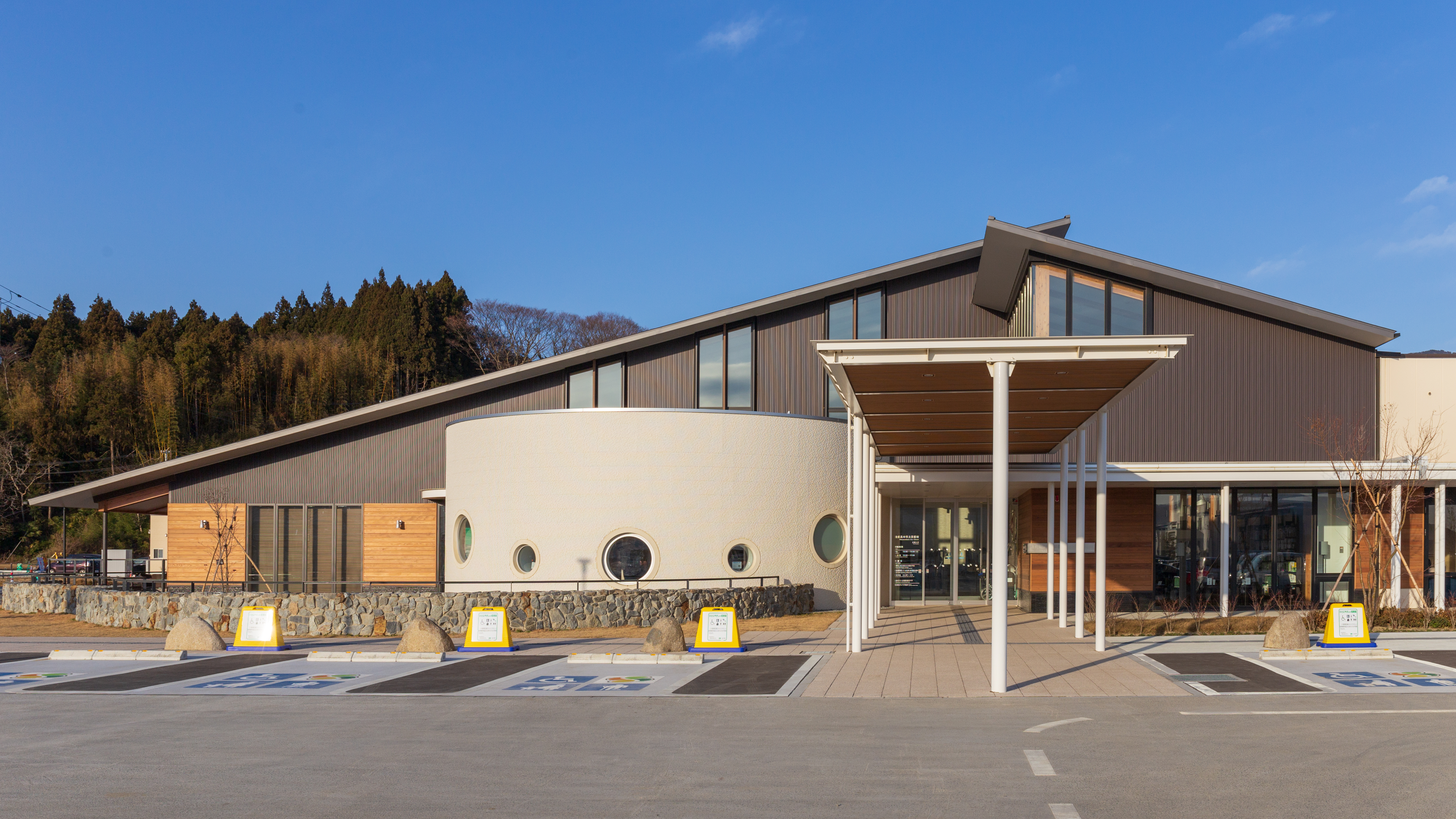
陸前高田市立図書館

市立
- 陸前高田市立図書館

私設
- 「にじのライブラリー」（気仙町）
- 「ちいさいおうち」（竹駒町）
- 陸前高田コミュニティ図書室（小友町）

### 文化施設
- 陸前高田市民文化会館（奇跡の一本松ホール）
- 陸前高田市コミュニティホール

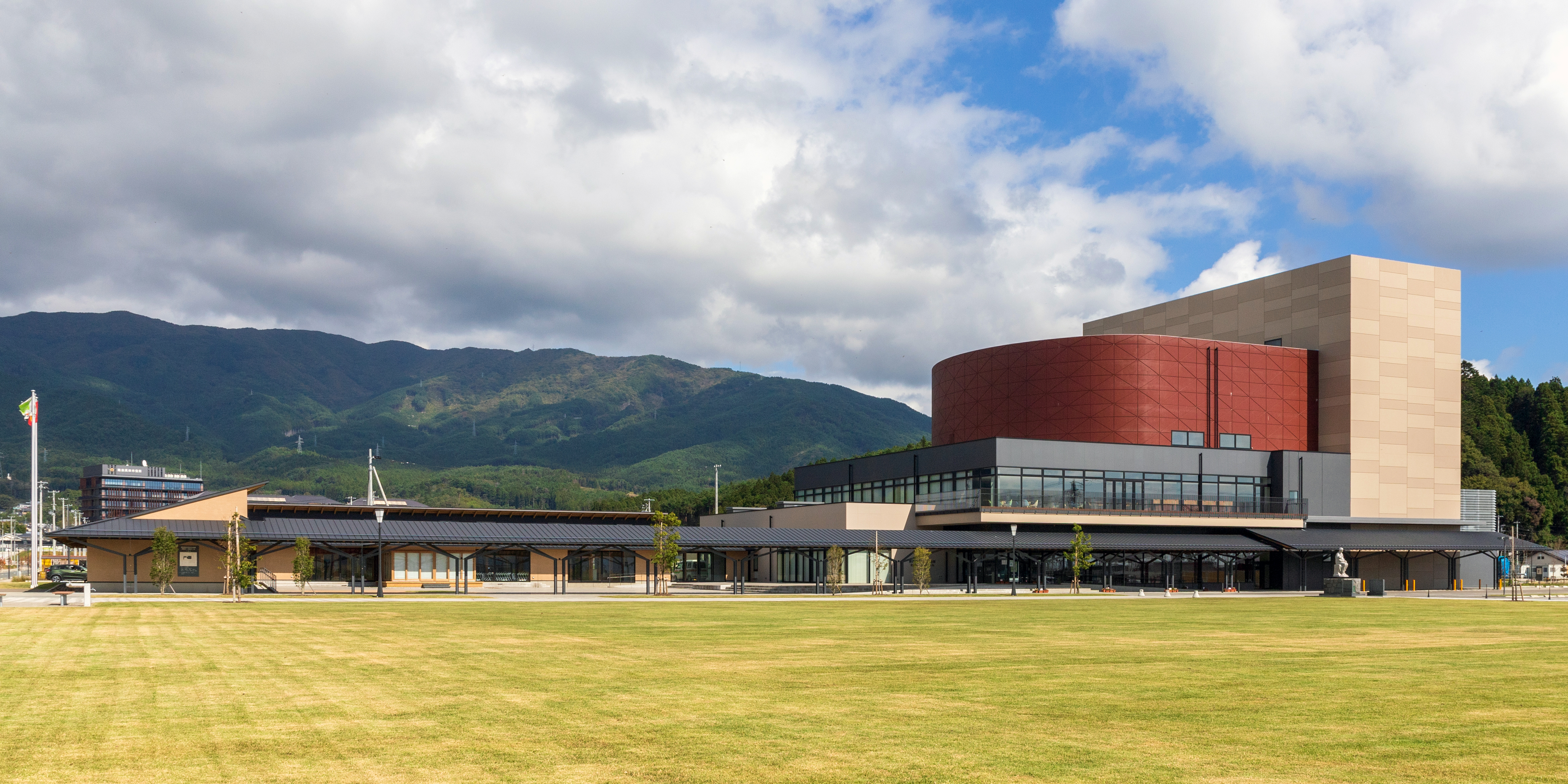
陸前高田市民文化会館

- 東日本大震災津波伝承館（いわてTSUNAMIメモリアル）：津波記念館。
- 陸前高田市立博物館：2022年11月5日開館[15][16]。

### 運動施設

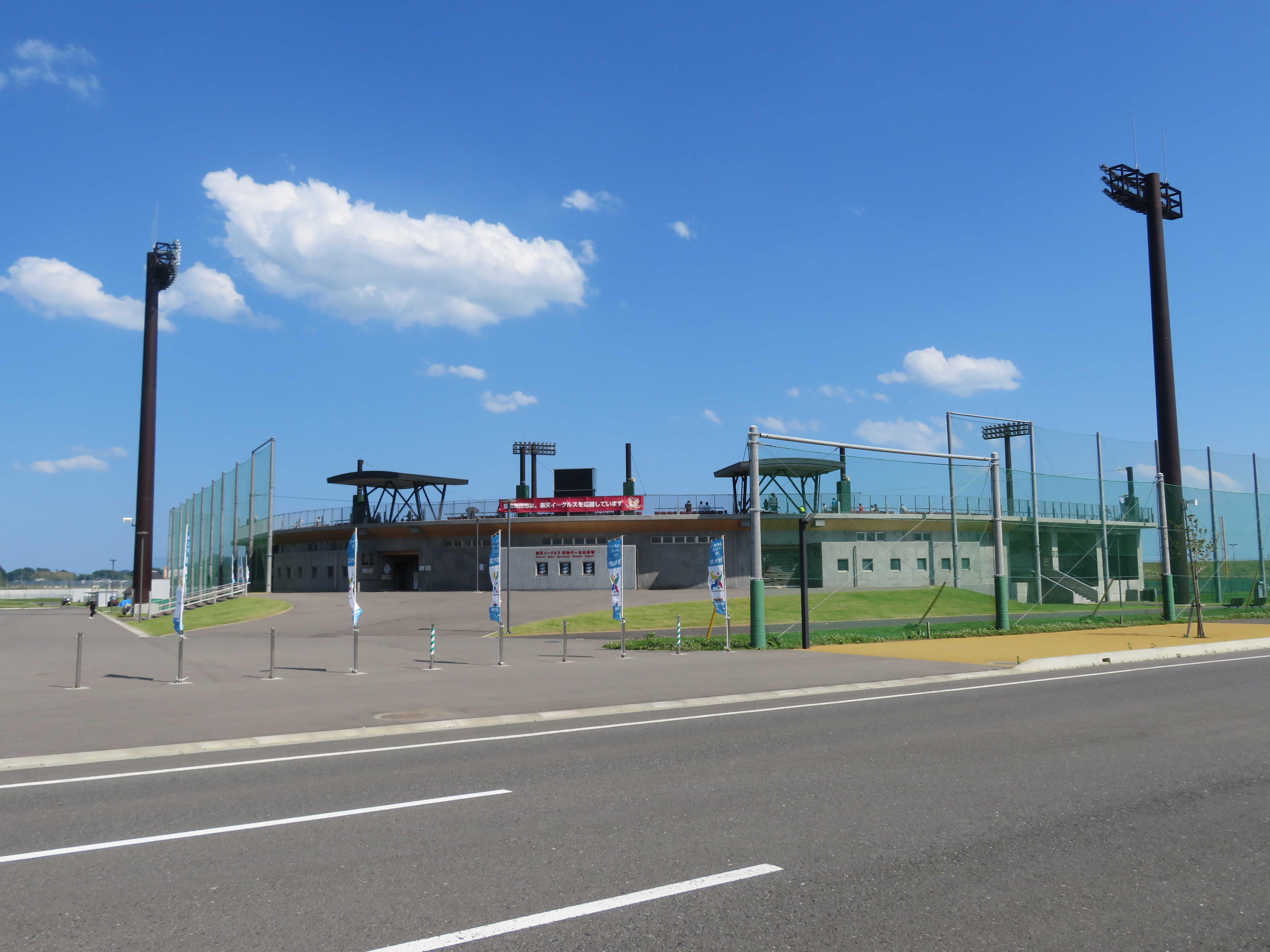
高田松原運動公園野球場

- 高田松原運動公園
  - 第一野球場
  - 第二野球場
  - サッカー場
- 陸前高田市総合交流センター

## 対外関係

### 姉妹都市・友好都市
産業振興協定締結都市
| 都市名   | 地方名・都道府県名 | 提携年月日                 |
| -------- | ------------------ | -------------------------- |
| 名古屋市 | 中部地方 愛知県    | 2014年（平成26年）10月28日 |

## 経済

### 第三次産業

#### 商業

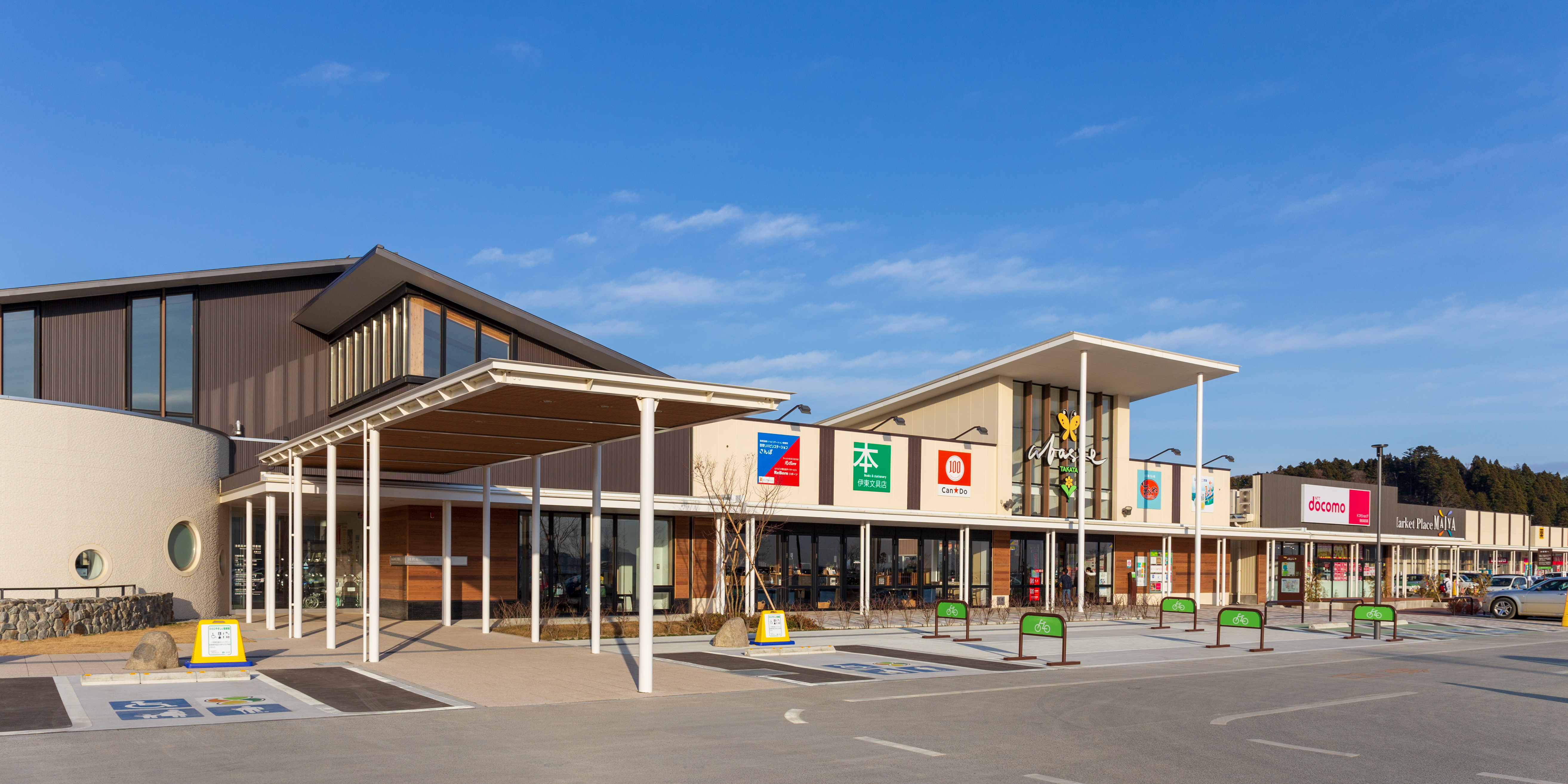
アバッセたかた

主な商業施設
- アバッセたかた
  - マイヤ 高田店
- イオンスーパーセンター 陸前高田店
- マイヤ アップルロード店
- 陸前高田 発酵パーク CAMOCY
- 陸前高田 watamiオーガニックランド

### 金融機関
- 岩手銀行高田支店
- 東北銀行高田支店
- 北日本銀行高田支店
- 気仙沼信用金庫高田支店
- 東北労働金庫高田支店
- 大船渡市農業協同組合（JAおおふなと）
  - 高田支店
  - 竹駒支店

## 情報・通信

### マスメディア

#### 新聞社
- 岩手日報社 陸前高田支局

#### 中継局
- 陸前島部テレビ中継局
- 陸前高田テレビ・FM中継局

## 教育

### 大学
東日本大震災からの復興支援の一環として、岩手大学と立教大学が交流拠点「陸前高田グローバルキャンパス」を開設している。
国立
- 岩手大学 陸前高田グローバルキャンパス

私立
- 立教大学 陸前高田グローバルキャンパス

### 高等学校
県立
- 岩手県立高田高等学校

※以下は廃校

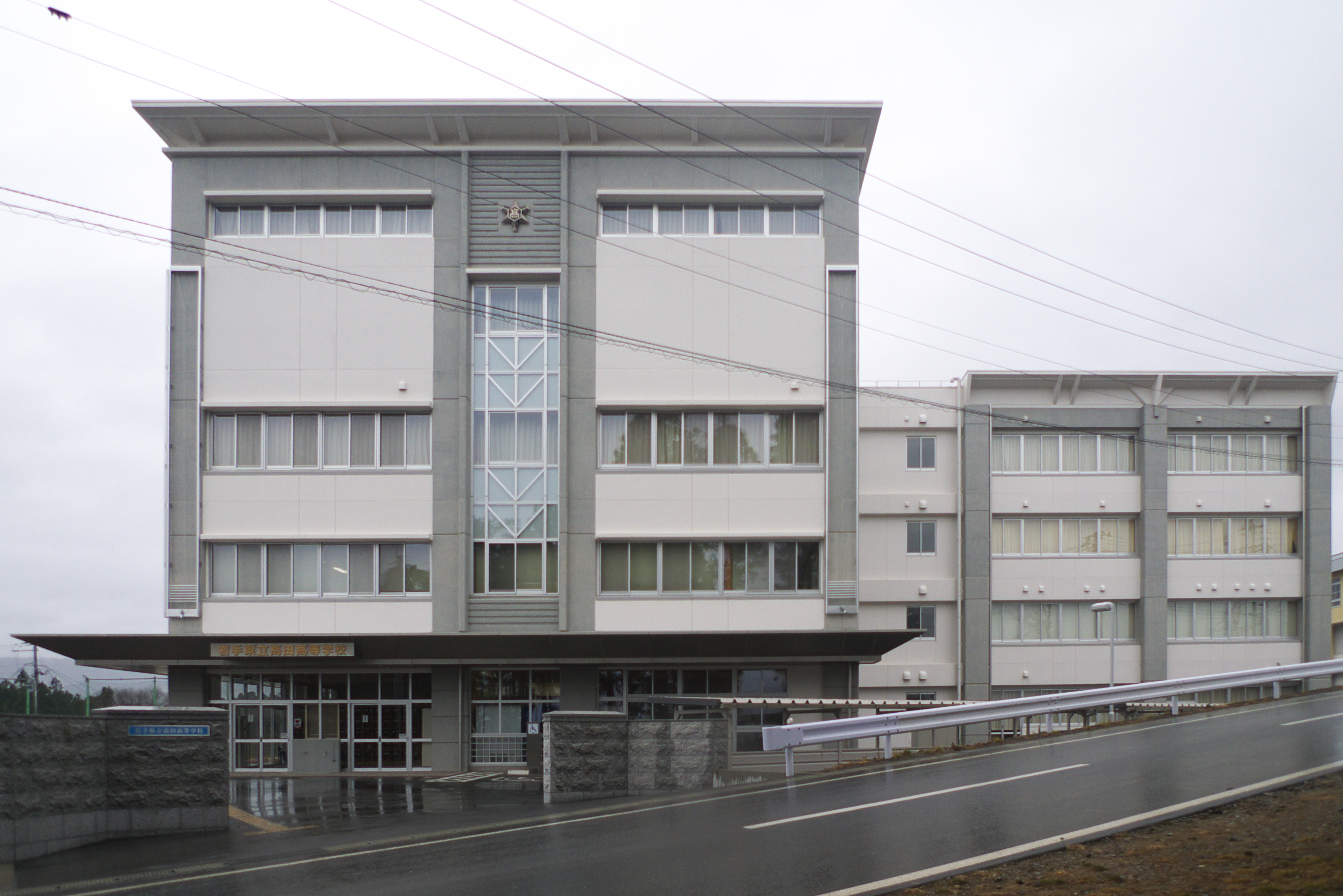
岩手県立高田高等学校

- 岩手県立高田高等学校定時制世田米分校（1967年・閉校[18][19]。隣接する気仙郡住田町世田米に設置）
- 岩手県立高田高等学校全日制住田分校（1970年・岩手県立住田高等学校として独立[18][19]）
- 岩手県立広田水産高等学校（2008年・高田高へ統合）

私立
- 鹿島学園高等学校 陸前高田キャンパス

### 中学校
市立
- 陸前高田市立高田第一中学校
- 陸前高田市立高田東中学校

※以下は廃校
- 陸前高田市立高田中学校（1965年・統合により第一中へ）
- 陸前高田市立竹駒中学校（同上）

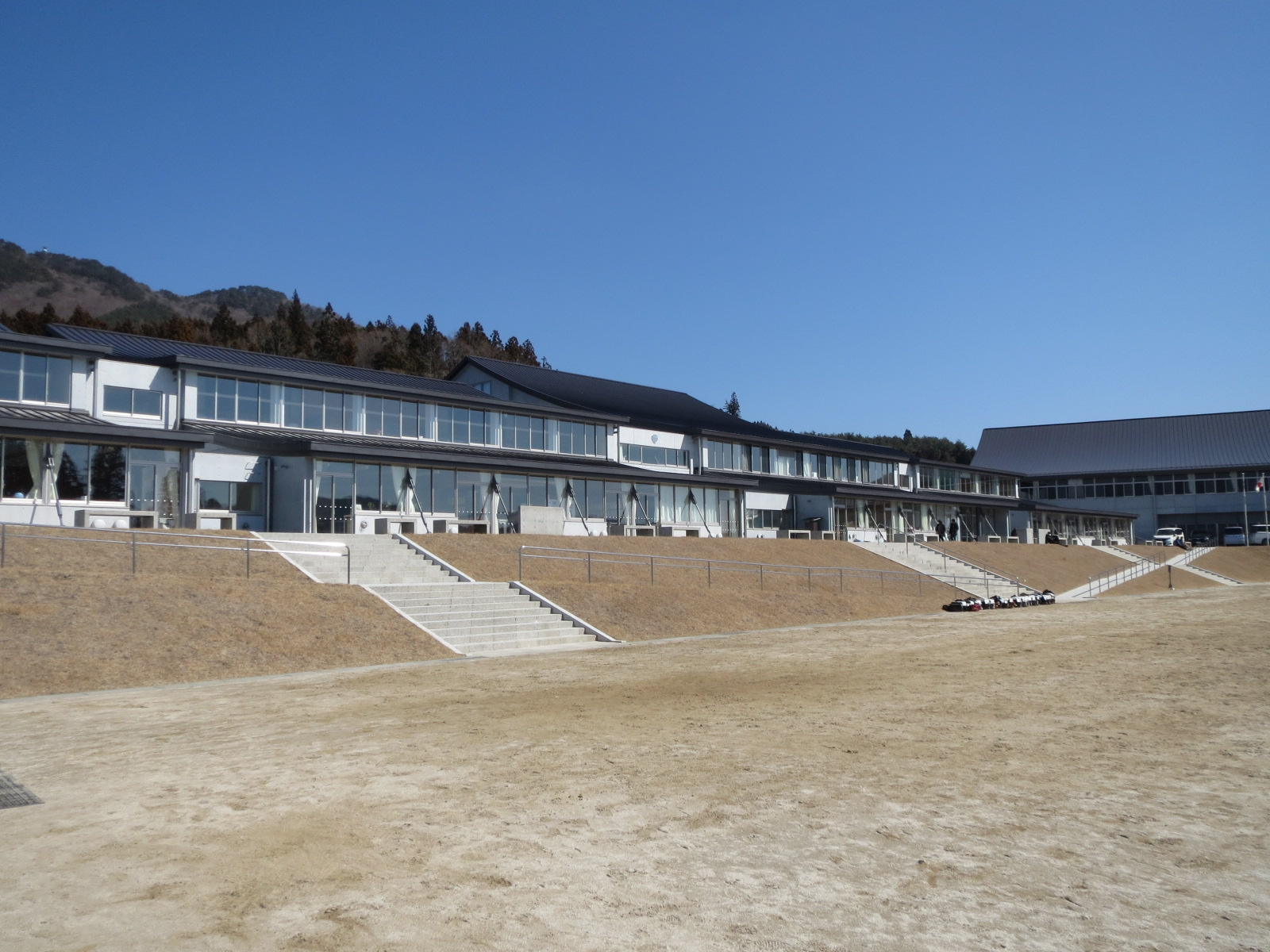
陸前高田市立高田東中学校

- 陸前高田市立下矢作中学校（1966年・第一中へ統合）
- 陸前高田市立矢作中学校（2011年・同上）
- 陸前高田市立広田中学校（2013年・統合により高田東中へ）

- 陸前高田市立小友中学校（同上）
- 陸前高田市立米崎中学校（同上）
- 陸前高田市立横田中学校（2016年・第一中へ統合）
- 陸前高田市立気仙中学校（2018年・統合により高田第一中へ）
- 陸前高田市立第一中学校（同上）

### 小学校
市立
- 陸前高田市立高田小学校
- 陸前高田市立気仙小学校
- 陸前高田市立広田小学校
- 陸前高田市立小友小学校
- 陸前高田市立米崎小学校
- 陸前高田市立矢作小学校
- 陸前高田市立竹駒小学校
- 陸前高田市立横田小学校

※以下は廃校

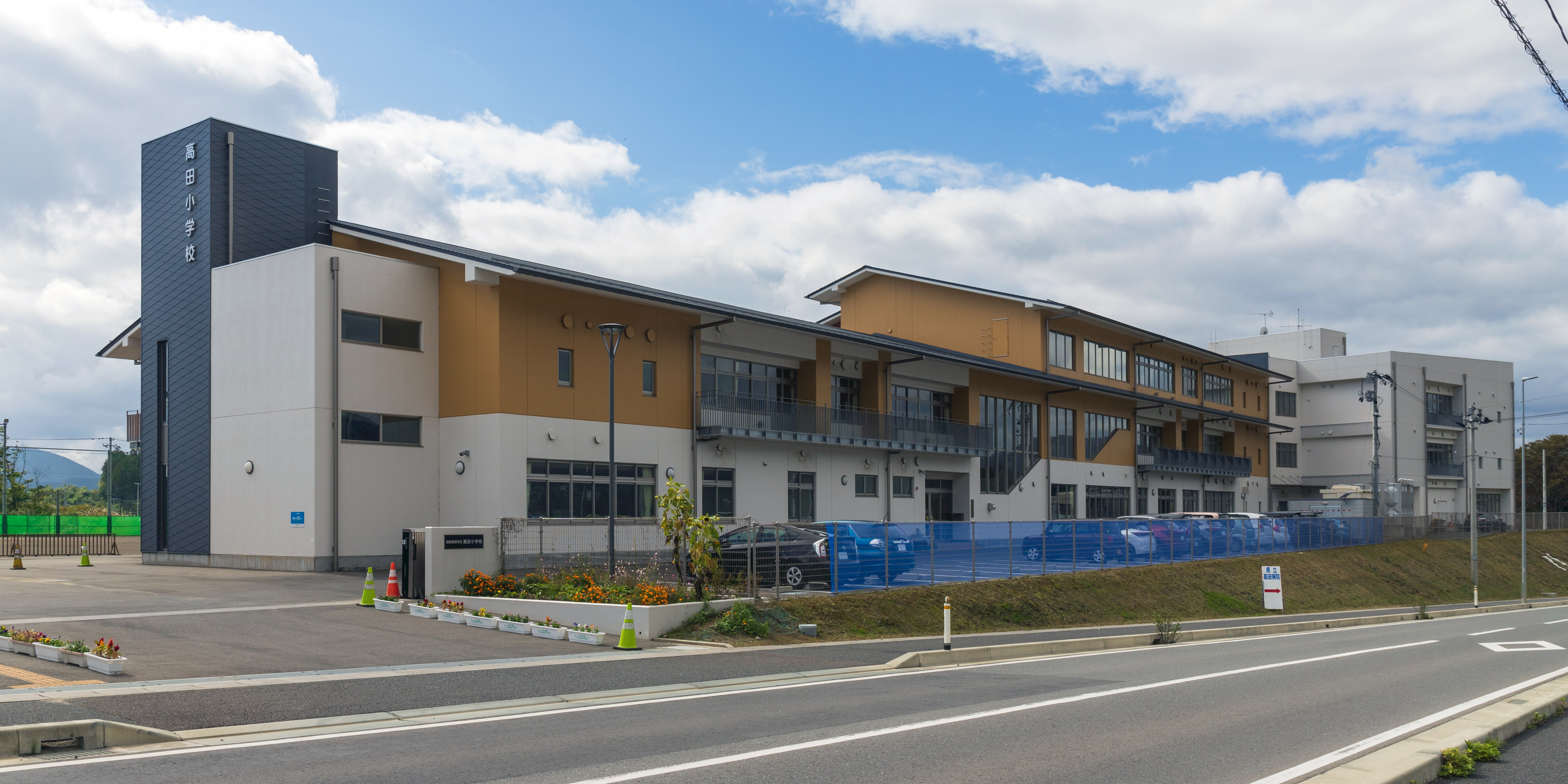
陸前高田市立高田小学校

- 陸前高田市立矢作小学校小黒山分校（1975年・矢作小へ統合）
- 陸前高田市立下矢作小学校雪沢分校（1980年・下矢作小へ統合）
- 陸前高田市立生出小学校（2011年・統合により矢作小へ）
- 陸前高田市立下矢作小学校（同上）
- 陸前高田市立長部小学校（2012年・気仙小へ統合）

### 学校教育以外の施設

#### 自動車教習所
- 陸前高田ドライビングスクール

## 交通

### 鉄道
市内には鉄道路線が通っていない。かつてはJR東日本大船渡線が市内を通っていたが、東日本大震災の影響で不通となり、BRTとして復旧されたため廃止となった。
鉄道を利用する場合、大船渡線気仙沼駅あるいは三陸鉄道リアス線盛駅が最寄り駅となる。

### バス

#### BRT
東日本旅客鉄道（JR東日本）
- 大船渡線BRT

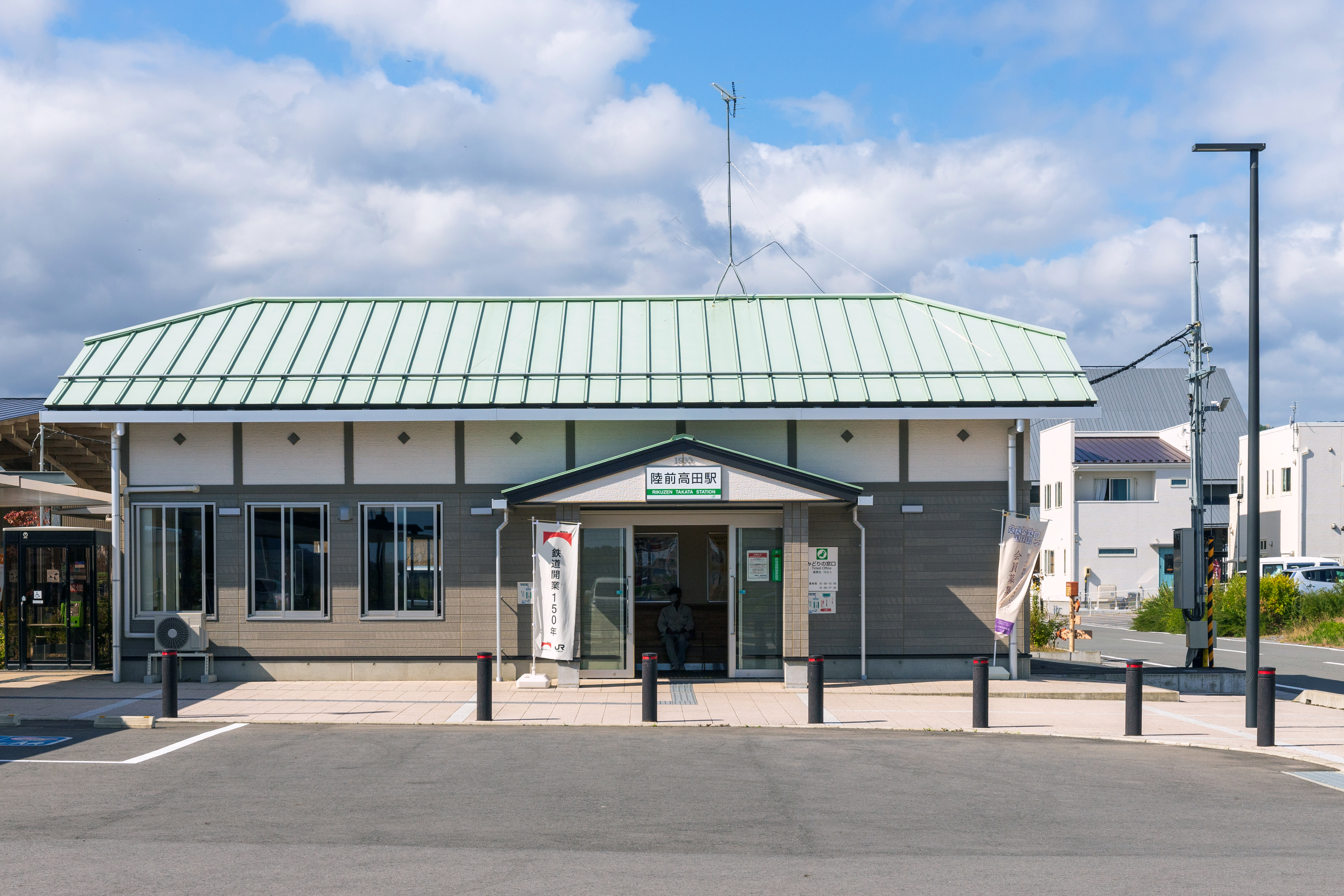
陸前高田駅（2022年10月）。市内のバスターミナルとしての機能も兼ねる。

  - 長部駅 - 陸前今泉駅 - 奇跡の一本松駅 - 陸前高田駅 - 高田高校前駅 - 高田病院駅 - 脇ノ沢駅 - 西下駅 - 小友駅 - （盛方面）
  - 陸前矢作駅 - 竹駒駅 - 栃ヶ沢公園駅 - 陸前高田駅

#### 路線バス
- 岩手県交通

#### 高速バス
宮城交通・岩手県交通
- 仙台 - 釜石線

岩手県交通
- けせんライナー（気仙沼・高田・大船渡・釜石 - 池袋駅）

### 道路

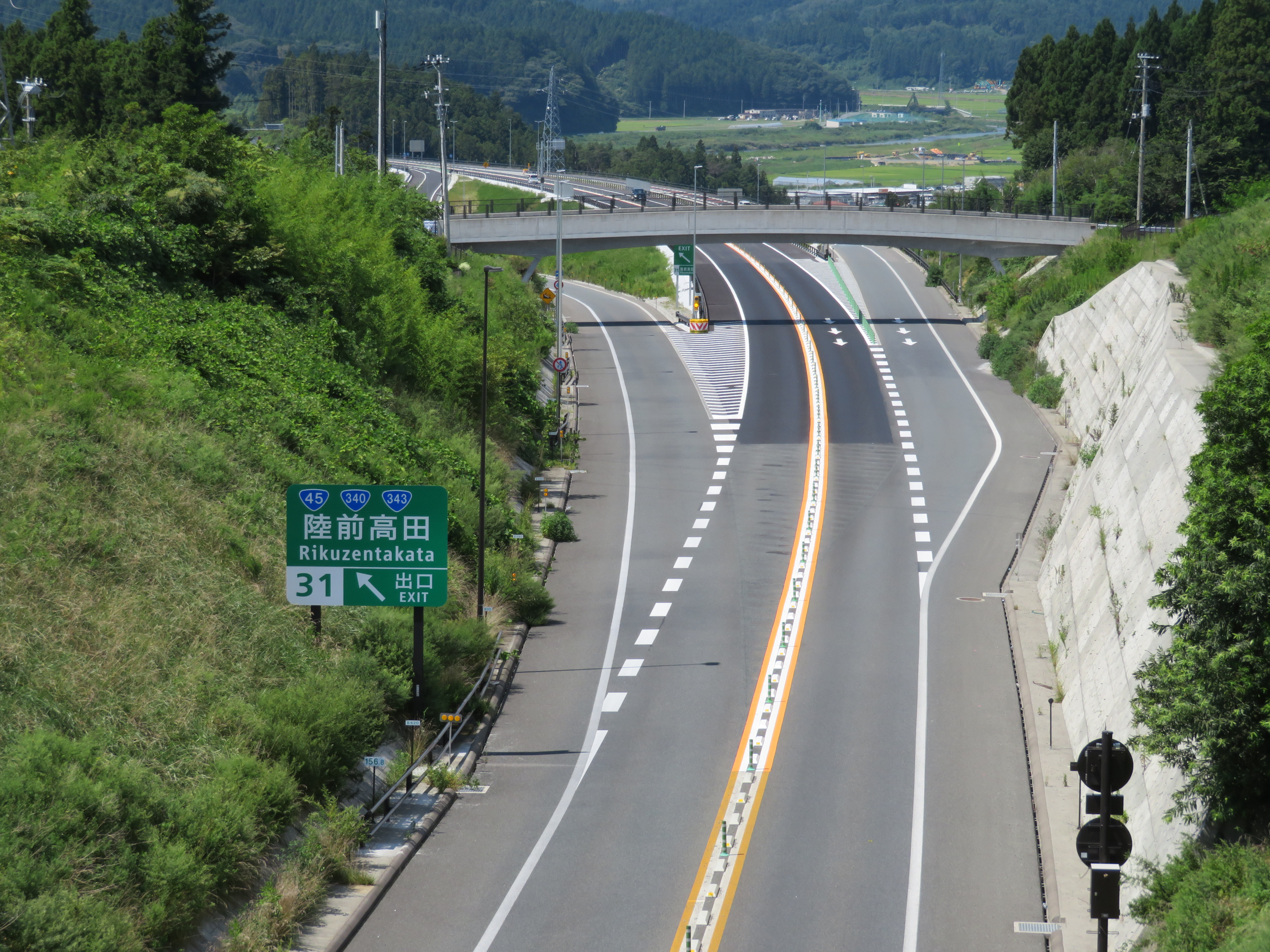
陸前高田IC

#### 高速道路
高規格幹線道路（一般国道自動車専用道路）
- E45 三陸沿岸道路（三陸縦貫自動車道）
  - 一般国道45号唐桑高田道路
    - 宮城県気仙沼市）- (30) 陸前高田長部IC - (31) 陸前高田IC

  - 一般国道45号高田道路
    - (31) 陸前高田IC - (32) 通岡IC -（大船渡市）

#### 国道
- 国道45号
- 国道340号（高田街道）
- 国道343号（今泉街道）

#### 県道
主要地方道
- 宮城県道・岩手県道34号気仙沼陸前高田線
- 岩手県道38号大船渡広田陸前高田線

一般県道
- 岩手県道141号陸前高田停車場線
- 岩手県道229号長部漁港線
- 岩手県道246号世田米矢作線

### 道の駅
- 道の駅高田松原（陸前高田シーサイドターミナル）

## 観光

### 名所・旧跡
主な寺院
- 観音寺
- 常膳寺
- 普門寺

主な神社
- 冰上神社：気仙総鎮守
- 根岬はしご虎舞と黒崎神社：未来に残したい漁業漁村の歴史文化財産百選に選定されている。

主な史跡
- 玉山金山址：平泉ゆかりの産金地帯であった可能性が指摘される金山址。

主な遺跡
- 中沢浜貝塚

### 観光スポット

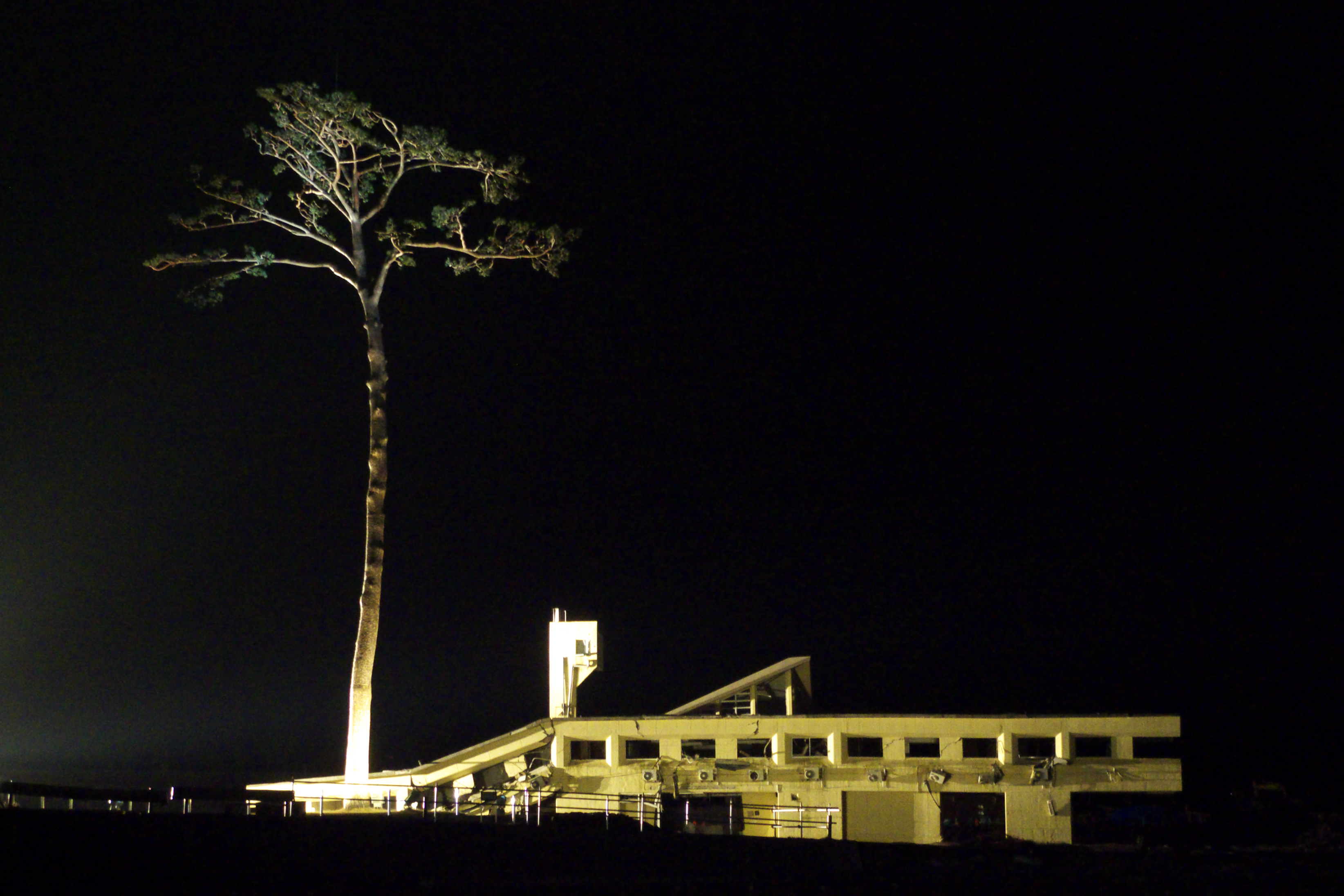
奇跡の一本松

- 高田松原：日本の渚百選に選定されている。
  - 奇跡の一本松
- 南三陸ロード「りくぜんたかた」

1986年（昭和61年）から2005年（平成17年）まで、8月下旬に開催されていた自転車ロードレース。市街地を通り抜けるコース設定になっており、沿道の住民の歓声を間近に受けることができることから、全国的な人気を得ていた。道路事情などにより、2005年の第20回大会をもって中止された。
- 気仙隕石

江戸時代末期の嘉永3年（1850年）に陸前国気仙郡（現・陸前高田市域）の長圓寺前に落下し、今日に伝わる隕石。日本最大の石質隕石である。
公園
- 高田松原津波復興祈念公園

## 文化・名物

### 祭事・催事
- うごく七夕まつり

高田町にて毎年8月7日に開催される。全面に七夕飾りを施し、笛・和太鼓による囃子組らを乗せた山車をロープで牽いて高田町内を練り歩く。山車の数は12台。夜には山車の装飾にライトアップも施され、各祭組が美しさを競い合う。終了後の山車は道の駅高田松原に集結し、翌日からお盆の時期まで展示され、各祭組が日替わり出演で囃子などを披露する。木製車輪の山車を用いる「けんか七夕まつり」に対し、ゴムタイヤの車輪を用いた山車が多い。
- けんか七夕まつり

気仙町にて毎年8月7日に開催される。「うごく七夕まつり」と同様、飾り付けをして囃子組らを乗せた山車が気仙町内を練り歩くが、昼は長部漁港、夜は市街地にて向かい合った山車のロープを互い違いに引っ張ることで正面衝突させて押し合う「けんか」を行うのが特徴。山車の数こそ4台と少ないが、数百人が一斉にロープを牽いて衝突させる衝撃に耐えられるよう太い丸太や藤づるを駆使した頑丈な造りの山車となっており、囃子組等が全員乗車した状態での総重量は4トンを超える。見物客も綱引き大会の要領でロープを牽くことで祭りに参加することができる。東日本大震災の津波で4台の山車のうち3台が流失したが、2012年に1台を新調し、2台で祭りを続けている。壊滅市街地の土地区画整理事業により嵩高工事が行なわれるため、今泉地区八日町通りでの開催は2015年が最後となったが、有志によって気仙町けんか七夕祭り保存連合会が結成されており、継続開催を目指している。
- 全国太鼓フェスティバル

市民体育館にて毎年10月第3日曜日に開催される。けんか七夕まつり保存会の有志による企画で、平成元年に始められた。近年の出演団体の構成は東北地区とその他地区で半々程度。
- 三陸花火大会・三陸花火競技大会

2020年より高田松原運動公園を会場として開催されている花火大会。2021年より、春に「三陸花火大会」、秋に「三陸花火競技大会」として年2回開催されている。

### 名産・特産
- リンゴ（米崎りんご） - 三陸沿岸では数少ないリンゴ、果物の産地である。
- 北限のユズ
- ヤーコン
- ブランド米「たかたのゆめ」[23]
- 広田湾の養殖漁業（昆布、牡蠣、ホタテ、ワカメ、蝦夷イシカゲ貝）[24]
- マスカットサイダー

## 出身著名人
江戸時代生まれ
- 千葉周作 - 江戸時代の剣術家。当地を出身地とする説がある。
- 村上先 - 元衆議院議員、実業家

明治時代生まれ
- 鳥羽源藏 - 博物学者

昭和時代生まれ
- 野里征彦 - 小説家
- 菅原牧子 - 元TBSテレビアナウンサー
- 千昌夫 - 演歌歌手
- 畠山稔 - 埼玉県上尾市長
- 佐々木善三 - 検事、弁護士
- 小松正之 - 水産庁官僚
- 黄川田徹 - 元衆議院議員
- 鈴木弘規 - プロ野球選手
- 村上弘明 - 俳優
- 畠山直哉 - 写真家
- 長野雅樹(ながの社長) - YouTuber、リンクロノヴァ代表取締役

平成時代生まれ
- 佐々木朗希 - プロ野球選手

生年月日不詳
- はたけやま裕 - パーカッショニスト
- 畠山耕太郎 - 漫画家